# Сержи
Сержи Бархуан Есклуза (на испански: Sergi Barjuan Esclusa; на каталонски: Sergi Barjuan i Esclusa, произнесено [ˈsɛrʒi βərʒuˈan]) по-популярен просто като Сержи е бивш испански футболист.

## Биография
Роден е на 28 декември 1971 в Лес Франкесес дел Валес, Испания. Играе на поста ляв защитник за испанските Барселона и Атлетико Мадрид, както и за Испанския Нац. отбор. След края на своята състезателна кариера работи в ДЮШ на Барселона.

## Състезателна кариера
Серхи е продукт на школата на гранда Барселона. През 1992 г. подписва първият си професионален договор с „каталунците“ но отначало се сътезава за „Б“ отбора. В края на 1993 г. тогавашният старши треньор Йохан Кройф го привлича в първия състав. Официален дебют за „дрийм тим“ на Барса прави на 24 ноември 1993 г. в мач от Шампионската лига срещу Галатасарай завършил 0:0. От този момент нататък той става неизменен титуляр за отбора. През сезон 2001-02 г. става капитан на отбора, като наследява лентата от преминалия в Бреша Хосеп Гуардиола. С Барса той печели три шампионски титли, две купи и две суперкупи на Испания. На международната сцена през 1997 г. добавя още една купа на носителите на Нац. купи (победа над ПСЖ с 1:0) и последвала Суперкупа на УЕФА за същата година (победа с 2:0 над европейския шампион Борусия Дортмунд).
През 2002 г. новият старши треньор Луис ван Гаал заявява, че няма да разчита на услугите на левия бранител и Серхи преминава в редиците на Атлетико Мадрид. При „дюшекчиите“ записва три сезона в които изиграва 85 мача. След края на договора му с мадридския клуб през 2005 г. Серхи слага край на своята състезателна кариера.

## Национален отбор
След като се налага в първия състав на Барса, Серхи Бархуан получава и първата си повиквателна за Националния отбор. Официален дебют за „Ла Фурия“ прави в приятелска среща срещу състава на Полша игран на 9 февруари 1994 г. в Тенерифе. Участва на две световни първенства САЩ 94 където достига четвъртфинал и на Франция 98, както и на две европейски първенства – Англия 96 и Белгия и Хорандия 2000. За Испанския национален отбор записва общо 56 официални срещи.

## Треньорска кариера
След края на своята състезателна кариера Серхи започва работа като треньор в ДЮШ на Барселона. През лятото на 2009 г. той пристига в България с юношите на Барса родени 1992 г. и взима участие в ежегодния международен юношески турнир Юлиян Манзаров. На него младите каталунци и Серхи достигат до финала, но там са победени от Литекс Ловеч.

## Успехи
Барселона
- Примера Дивисион (3): 1993-94, 1997-98, 1998-99
- Купа на Краля (2): 1996-97, 1997-98
- Суперкупа на Испания (2): 1994-95, 1996-97
- КНК (1) – 1996-1997
- Суперкупа на УЕФА (1) – 1997-1998
- Шампионска лига
  - Финалист – 1993-94